# 유성광
유성광(柳聖光, 1992년 6월 5일 ~ ) 은 KBO 리그 선수이다.

## 출신학교
- 둔촌초등학교
- 잠신중학교
- 서울고등학교
- 고려대학교